# Demolition Derby (jeu vidéo)
Pour les articles homonymes, voir Demolition derby.
Demolition Derby est un jeu vidéo de combat motorisé (derby de démolition) développé et édité par Bally-Midway, sorti en 1984 sur borne d'arcade.

## Accueil
Le jeu est l'une des entrées de l'ouvrage Les 1001 jeux vidéo auxquels il faut avoir joué dans sa vie.